# Daniel Legrand
Pour les articles homonymes, voir Legrand.
Daniel Legrand (1783-1859) est un industriel et un philanthrope d'origine suisse, protestant réformé, installé en Alsace. Il fut un précurseur de la législation internationale du travail.

## Biographie
Fils de l'homme politique et industriel suisse Jean-Luc Legrand (1755-1836), installé à Fouday au Ban de la Roche sur l’invitation du pasteur Jean-Frédéric Oberlin, il lui succède à la tête de l'entreprise de tissage de rubans (rubanerie) et d’une filature de soie que celui-ci avait créée à Fouday et poursuit également l'œuvre sociale du pasteur Jean-Frédéric Oberlin.

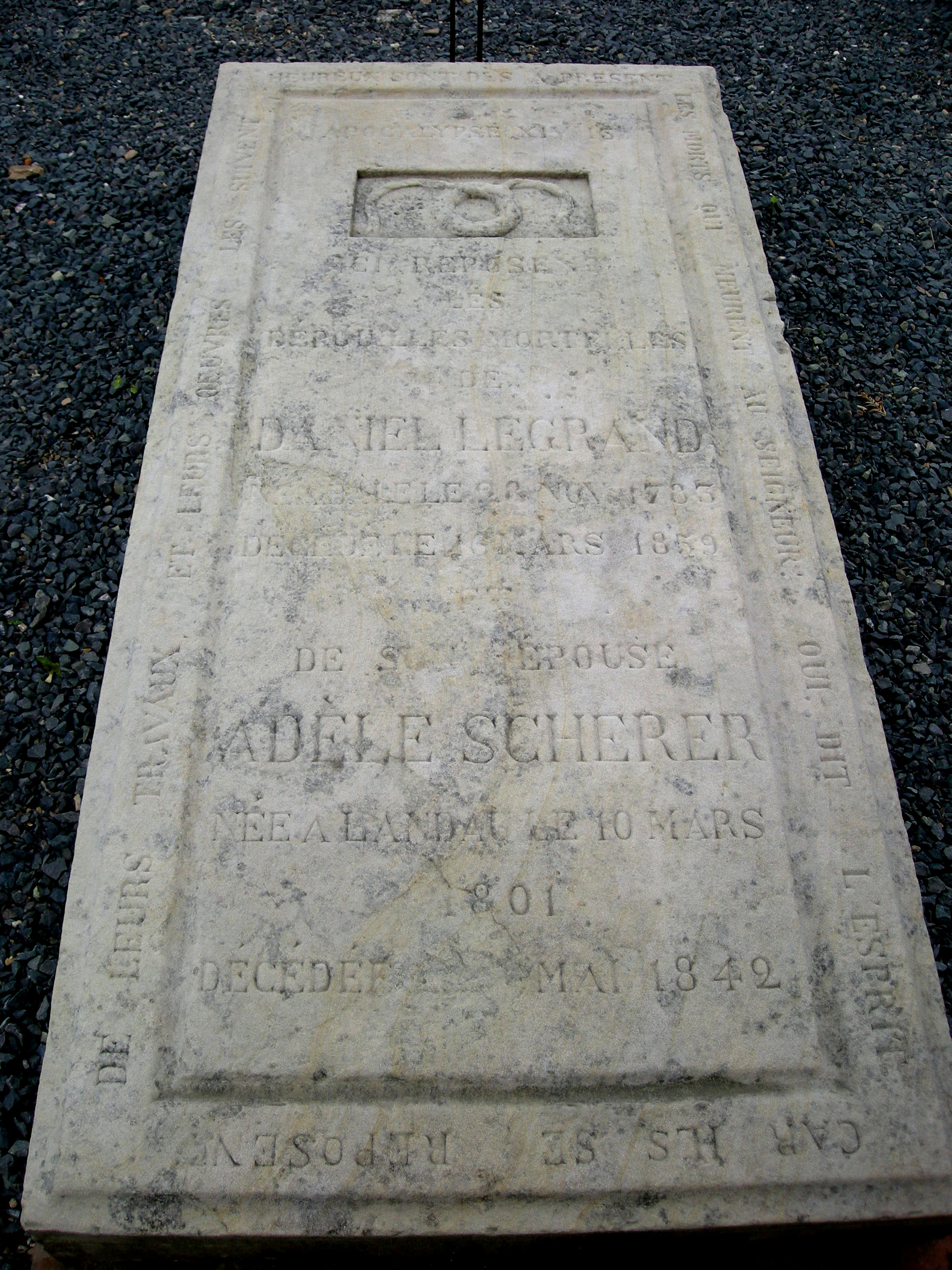
Tombe de Daniel Legrand à Fouday

Daniel est une personnalité connue pour son engagement humanitaire accomplie en faveur de la protection des enfants travaillant dans les manufactures. Il s’efforça en outre de développer au sein des entreprises un sens moral et religieux, et de veiller à la dignité et au respect de la vie familiale des ouvriers.
Daniel dénonça avec une conviction sincère les abus et les contradictions de son époque […] depuis que les enfants gagnent une partie de leur vie, le salaire des pères a pu être réduit. Il n’est point résulté de leur activité une augmentation de revenu pour la classe pauvre, mais seulement une augmentation de travail.
Son intervention auprès des personnalités politiques influentes en France et à l’étranger contribua à l’adoption de la loi du 22 mars 1841 en posant les bases de la protection et de la réglementation du travail des enfants. Elle n’offrait cependant pas, pour Daniel Le Grand, toutes les espérances attendues, notamment en ce qui concernait la durée et les conditions de travail des enfants. Mais grâce à lui, il avait acquis à ses idées les industriels de la vallée de la Bruche lesquels n’acceptèrent plus à l’usine les enfants en dessous de 12 ans au lieu de 10, et leur assuraient des heures de cours jusqu’à 16 ans au lieu de 12 (dans la loi de 1841). Il fut également l’auteur d’un projet de Loi intitulé Projet d’une loi internationale sur le travail manufacturier pendant les six jours ouvriers de la semaine, visant à étendre la protection des mineurs de la classe ouvrière tout entière.
Les revendications de l’industriel alsacien n’aboutirent pas de son vivant mais bien plus tard en 1919, avec la création de l’Organisme International du Travail.
Il avait fondé auparavant six salles d’asile, destinée à l’écolage des jeunes enfants (école maternelle) au Ban de la Roche.

## Postérité
Une plaque en son honneur est apposée sur la maison où il a vécu jusqu'à sa mort. 
Il est enterré auprès de son épouse Adèle Scherrer au cimetière de Fouday, à proximité de la tombe du pasteur Oberlin.

## Écrits
- Lettre d'un industriel des montagnes des Vosges à M. le baron Charles Dupin, rapporteur de la Commission de la Chambre des pairs chargée de l'examen du Projet de loi sur le travail des enfants dans les manufactures, usines et ateliers ; suivie de plusieurs lettres et adresses : dernier appel respectueux et pressant à MM. les membres des deux Chambres et du Ministère et à leur sollicitude éclairée pour les intérêts si précieux de la classe ouvrière, Imprimerie de ve. Berger-Levrault, Strasbourg, 1841, 25 p.
- Sur le travail des enfants dans les manufactures. 1830-1855, réédition des 13 brochures originales avec une présentation de Norbert Olszak, EDHIS, Paris, 1979